# Paarsbuikparkiet
De paarsbuikparkiet (Triclaria malachitacea) is een vogel uit de familie Psittacidae (papegaaien van Afrika en de Nieuwe Wereld).

## Kenmerken
De paarsbuikparkiet bereikt een maximale lengte van circa 28 cm. De iris is oranjerood, omgeven door een grijswitte oogring.
De soort vertoont seksuele dimorfie. Het mannetje is nagenoeg helemaal groen met een witte bek. In tegenstelling tot het vrouwtje heeft het mannetje een blauwpaarse buik. Vandaar de namen paarsbuikparkiet en blauwbuikparkiet in het Nederlands.

## Verspreiding en leefgebied
Deze papegaaisoort is endemisch in de Atlantische kustbossen van Brazilië. De natuurlijke habitat zijn de vochtige bossen van de bergketen Serra do Mar. Het verspreidingsgebied van de paarsbuikparkiet strekt zich van de staat Rio Grande do Sul tot het zuiden van Bahia.

## Status
De grootte van de populatie is in 2020 geschat op 10.000-20.000 volwassen vogels. De soort geniet bescherming door biosfeerreservaat Mata Atlântica en door natuurpark Iguaçu. Toch gaat deze papegaai achteruit door  habitatverlies, onder meer vanwege ontbossing. Op de Rode lijst van de IUCN heeft deze soort de status niet bedreigd.
Er gelden beperkingen voor de handel in deze papegaai, want de soort staat in de Bijlage II van het CITES-verdrag.